# CV-700
La CV-700 és una carretera del País Valencià. Té un recorregut de 68,6 quilòmetres entre Bocairent (Vall d'Albaida) i El Verger (Marina Alta).

## Nomenclatura

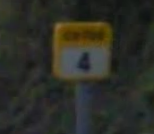
Indicador del quilòmetre 4

La carretera CV-700 pertany a la Xarxa de carreteres de la Generalitat Valenciana. El seu nom ve de la CV (que indica que és una carretera valenciana) i el 700, és el número que rep la carretera, segons l'ordre de les nomenclatures de les carreteres del País Valencià.
És una via convencional que uneix l'interior i el litoral de la Comarques Centrals del País Valencià.

## Història
Anteriorment, rebia la denominació A-202 en el tram corresponent entre Bocairent i Muro d'Alcoi, i la C-3311 entre Muro i Dénia (aquesta darrera continuava fins a Alcoi en traçat simultani a la N-340) amb un recorregut semblant a l'actual.

## Recorregut

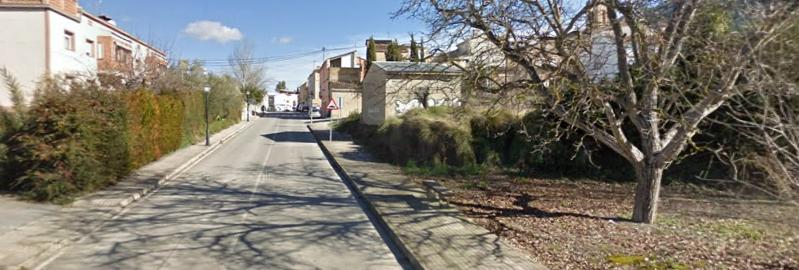
La CV-700 al seu pas per Alfafara, on rep el nom d'Avinguda de la Generalitat Valenciana.

La 'CV-700 naix a l'enllaç amb la CV-81 al seu pas per Bocairent, per enfilar-se tot seguit cap Agres i Alfafara. El seu recorregut segueix direcció la costa, travessant Planes i diverses localitat s de la comarca natural de Les Valls de Pego. Arriba a Pego i d'ací direcció El Verger, on acaba a l'enllaç amb la N-332a.
Pel seu pas per indrets com la Serra de Mariola i Les Valls de Pego, té la consideració de Carretera d'Interés Turístic.